# Cunk on Earth
Cunk on Earth è una serie televisiva britannica del 2022, ideata e prodotta da Charlie Brooker. Si tratta del sequel di Cunk on Britain, miniserie televisiva di cinque episodi trasmessa nel 2018. 

## Trama
Girata sotto forma di mockumentary comico, ha come protagonista Philomena Cunk, malinformata divulgatrice scientifica.

## Episodi
| Stagione       | Episodi | Prima TV originale | Streaming Italia |
| -------------- | ------- | ------------------ | ---------------- |
| Prima stagione | 5       | 2022               | 2022             |

## Personaggi e interpreti

### Personaggi principali
- Philomena Cunk, interpretata da Diane Morgan.
Philomena Cunk è una giornalista che gira il mondo intervistando esperti in varie materie.

### Guest star
- Ruth Adams
- Jim Al-Khalili
- Martin Andrews
- Laura Ashe
- Paul Bahn
- Kathleen Burk
- Gus Casely-Hayford
- Lyndsay Coo
- Kate Cooper
- Patricia Fara
- Jonathan Ferguson
- Irving Finkel
- Myrto Hatzimichali
- Douglas Hedley
- Ashley Jackson
- Martin Kemp
- Brian Klaas
- Aleksander Kolkowski
- John Man
- Anu Ojha
- Eleanor Robson
- Catriona Seth
- Nigel Spivey
- Sara Taglialagamba
- Shirley J. Thompson
- Joyce Tyldesley

## Distribuzione
La serie, presentata in anteprima nel Regno Unito il 19 settembre 2022 su BBC Two, è stata trasmessa negli Stati Uniti e in Italia via Netflix.

## Accoglienza
Cunk on Earth è stata acclamata dalla critica, che ha lodato in particolar modo l'interpretazione di Morgan (candidata ai premi BAFTA) e l'astuta ironia, in stile deadpan.
Su Metacritic ha raggiunto un punteggio di 82 su 100, indicando il "plauso universale". Su Rotten Tomatoes la serie ha un indice di gradimento del 100%, basato su 23 recensioni.

## Sequel
Il 30 dicembre 2024, BBC Two ha trasmesso il film Cunk on Life, sequel di Cunk on Earth.